# Mujada
Die Mujada, auch Mojada, war ein spanisches Flächenmaß in der Provinz Katalonien. Die Cana/Elle von Barcelona hatte 659,3 Pariser Linien was 1,555 Meter entsprach.
- 1 Mujada = 2 Cuarteras = 2025 Quadrat-Canas = 48,3 Ar[3] nach Klimpert 49 Ar[1]

(Die Cuartera war auch ein Hohlmaß, siehe Hauptartikel hier)